# Gavilea littoralis
Gavilea littoralis es una especie de orquídea de hábito terrestre originaria del estrecho de Magallanes e islas Malvinas. Es una especie muy afín a Gavilea odoratissima de la que se separa especialmente por la ausencia de caudículas y por los pétalos verrugosos.

## Descripción
Es una planta herbácea de hábito terrestre que alcanza los 25-50 cm de altura. Tiene hojas de 10-12 cm de longitud por 3-4 cm de ancho, oblongo-lanceoladas. Inflorescencia de 12-15 cm de longitud densa; bractas agudas más cortas que las flores. El sépalo dorsal oblongo, acuminado; los sépalos laterales oblongo-lanceolados, acuminados. Los pétalos oblongos, obtusos, ligeramente cóncavos, con nervios longitudinales verrugosos en su mitad inferior. El labelo es trilobado con los lóbulos laterales oblongos, obtusos, con nervios oblicuos destacados, lóbulo linguiforme de borde oscuramente situado, con siete nervios longitudinales cubiertos en la mitad basal de aprendices cilíndricos, carnosos y en la mitad apical de crestas de borde engrosado; en la unión del labelo con la columna hay dos repliegues carnosos. La columna de 5 mm de longitud.

## Distribución y hábitat
Esta especie se encuentra en la Tierra del Fuego y las islas Malvinas.

## Taxonomía
- Sinonimia:[1][n. 1]

- Chloraea littoralis Phil., Linnaea 33: 244 (1864).
- Asarca littoralis (Phil.) Reiche, Anales Mus. Nac. Santiago de Chile, Sect. II, 18 (1910).
- Asarca macroptera Kraenzl., Orchid. Gen. Sp. 2: 38 (1903).
- Gavilea macroptera (Kraenzl.) M.N.Correa, Bol. Soc. Argent. Bot. 6: 82 (1956).